# HD 222670
HD 222670，又名BD+63 2038，SAO 20791、HR 8989，是一颗恒星，视星等为6.56，位于銀經115.58，銀緯2.63，其B1900.0坐标为赤經23h 37m 37.5s，赤緯+63° 2.63′ 39″。